# Kaiser-Otto-Höhenweg
Der Kaiser-Otto-Höhenweg ist ein 14 Kilometer langer Streckenwanderweg am südöstlichen Rand des Harzes im Landkreis Mansfeld-Südharz in Sachsen-Anhalt. Er verbindet Sangerhausen mit Bennungen.

## Geschichte
Der Wanderweg erhielt mit seiner offiziellen Eröffnung am 23. November 2012, dem 1100. Geburtstag Kaisers Otto I. seinen heutigen Namen. Otto der Große ist vermutlich bei Wallhausen im Jahr 912 südlich des heutigen Wanderweges geboren worden. Er war ab 936 Herzog von Sachsen und König des Ostfrankenreiches, ab 951 König von Italien und ab 962 römisch-deutscher Kaiser im Heiligen Römischen Reich. Otto I. starb 973 in Memleben.

## Beschreibung und Einbindung ins lokale Wanderwegnetz
Der Kaiser-Otto-Höhenweg folgt einem Höhenrücken, der parallel zum nördlich gelegenen Harzrand in Westsüdwest-Ostnordost-Richtung verläuft und südlich der Südharzer Karstlandschaft im Norden der Goldenen Aue liegt. Die wichtigsten Erhebungen des Kammes sind die Butterkuppe und der Weinberg.
Der Wanderweg beginnt am Bahnhof Sangerhausen und führt weiter über die Butterkuppe, die Siedlung Pfeiffersheim, den Kürbishügel sowie einen Rastplatz mit Pavillon zum Bahnhof Bennungen. Er wird dabei durch zahlreiche Aussichtspunkte, Streuobstwiesen, kleinere Waldgebiete und Wiesen sowie durch die damit verbundene Flora und Fauna geprägt.
In Bennungen ist der Kaiser-Otto-Höhenweg an die Wege deutscher Kaiser und Könige des Mittelalters im Harz mit dem dazugehörigen Kaiserweg angebunden. Über Rundweg 3 bei Großleinungen, der im nachfolgenden Abschnitt beschrieben wird, ist zudem der Karstwanderweg erreichbar.

## Rundwanderwege

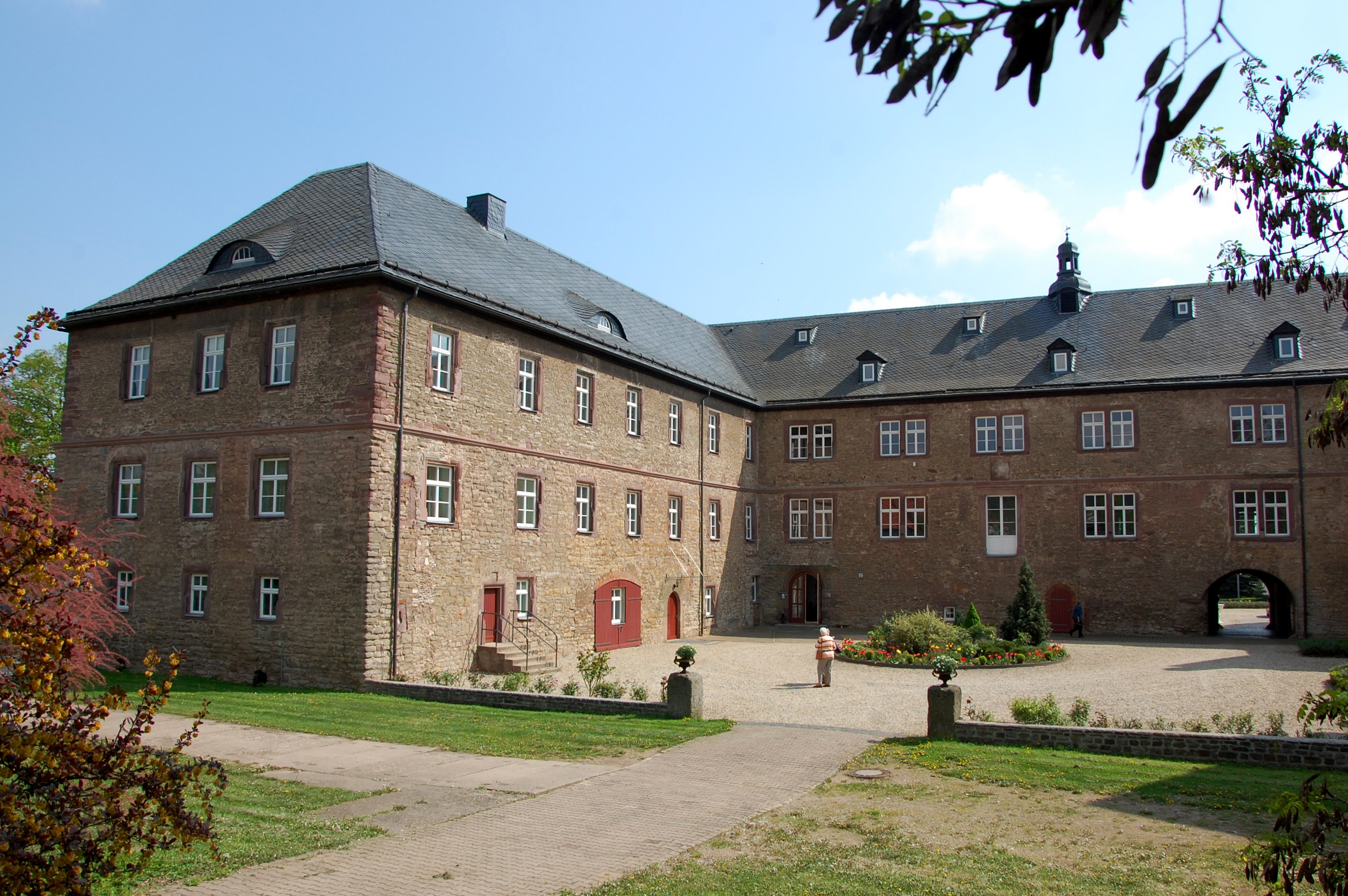
Schloss Wallhausen

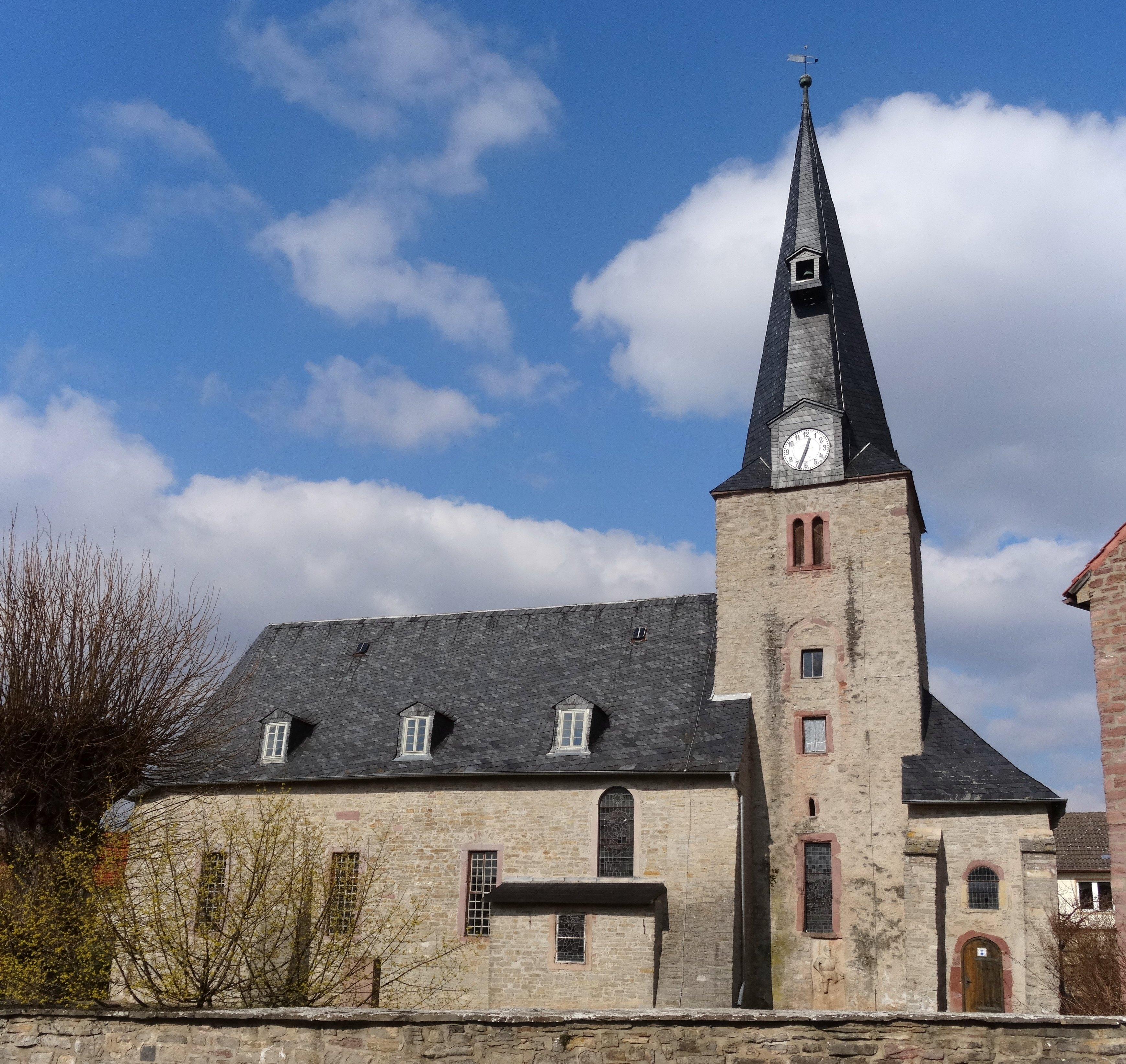
St. Michaelis in Großleinungen

Neben dem Hauptwanderweg sind drei weitere Rundwanderwege ausgeschildert, die jeweils auf einem Teilabschnitt dem Kaiser-Otto-Höhenweg folgen und in der offiziellen Informationsbroschüre zum Kaiser-Otto-Höhenweg des Biosphärenreservats Karstlandschaft Südharz beschrieben werden:
- Rundweg 1 (Rosengarten): Parkplatz Weinlager – Butterkuppe – Pfeiffersheim – Rosengarten – Parkplatz Weinlager (6,3 km, 150 Höhenmeter)
- Rundweg 2 (Wallhausen): Schloss Wallhausen – Pavillon – Hohlstedter Kuppe – Schloss Wallhausen (8,3 km, 160 Höhenmeter)
- Rundweg 3 (Großleinungen): St.-Michaelis-Kirche in Großleinungen – Wallhäuser Berg – Pavillon – Drebsdorf – St.-Michaelis-Kirche (9,1 km, 120 Höhenmeter)

## Bilder

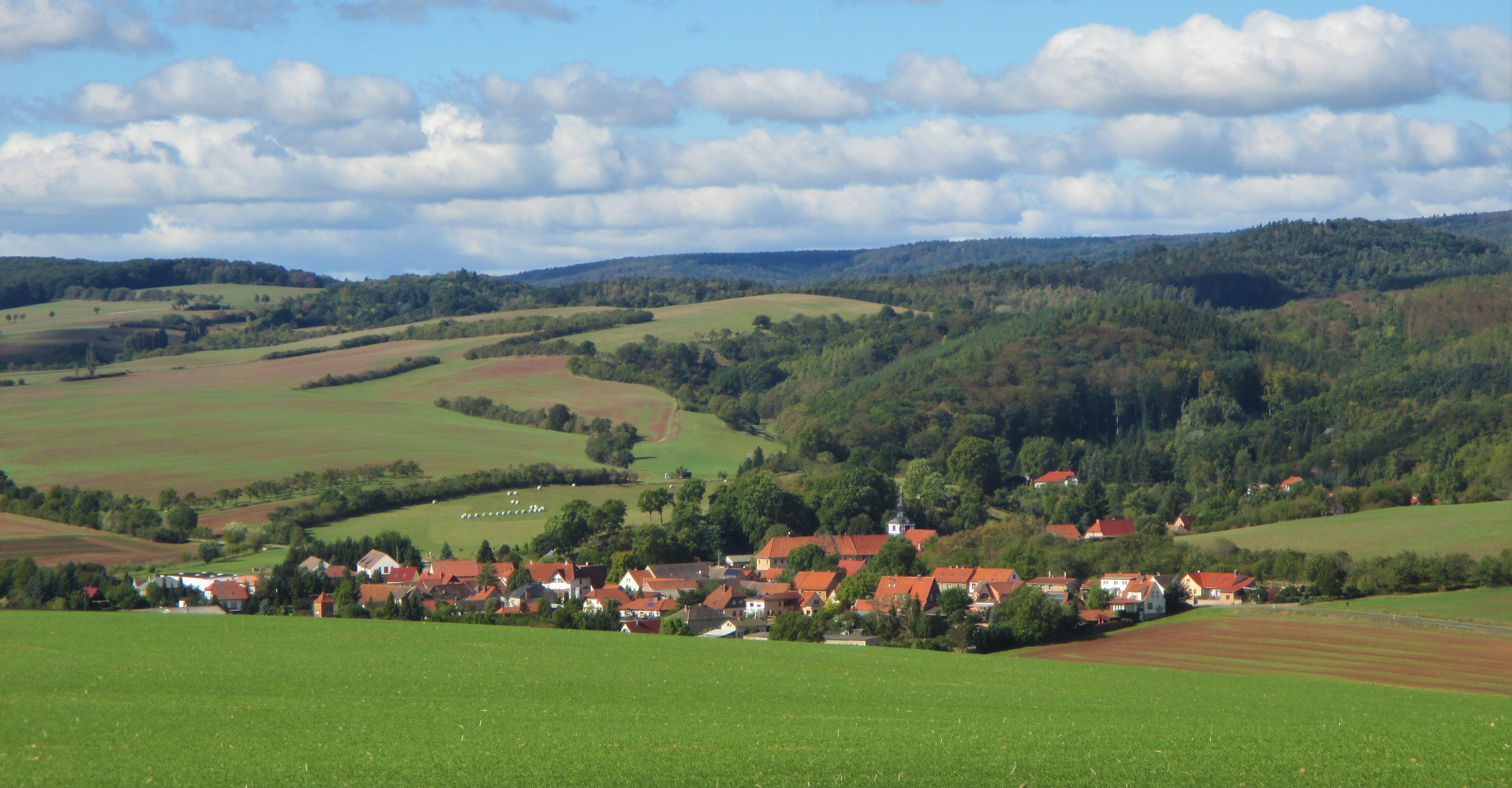
Blick auf Wickerode vom Kaiser-Otto-Höhenweg
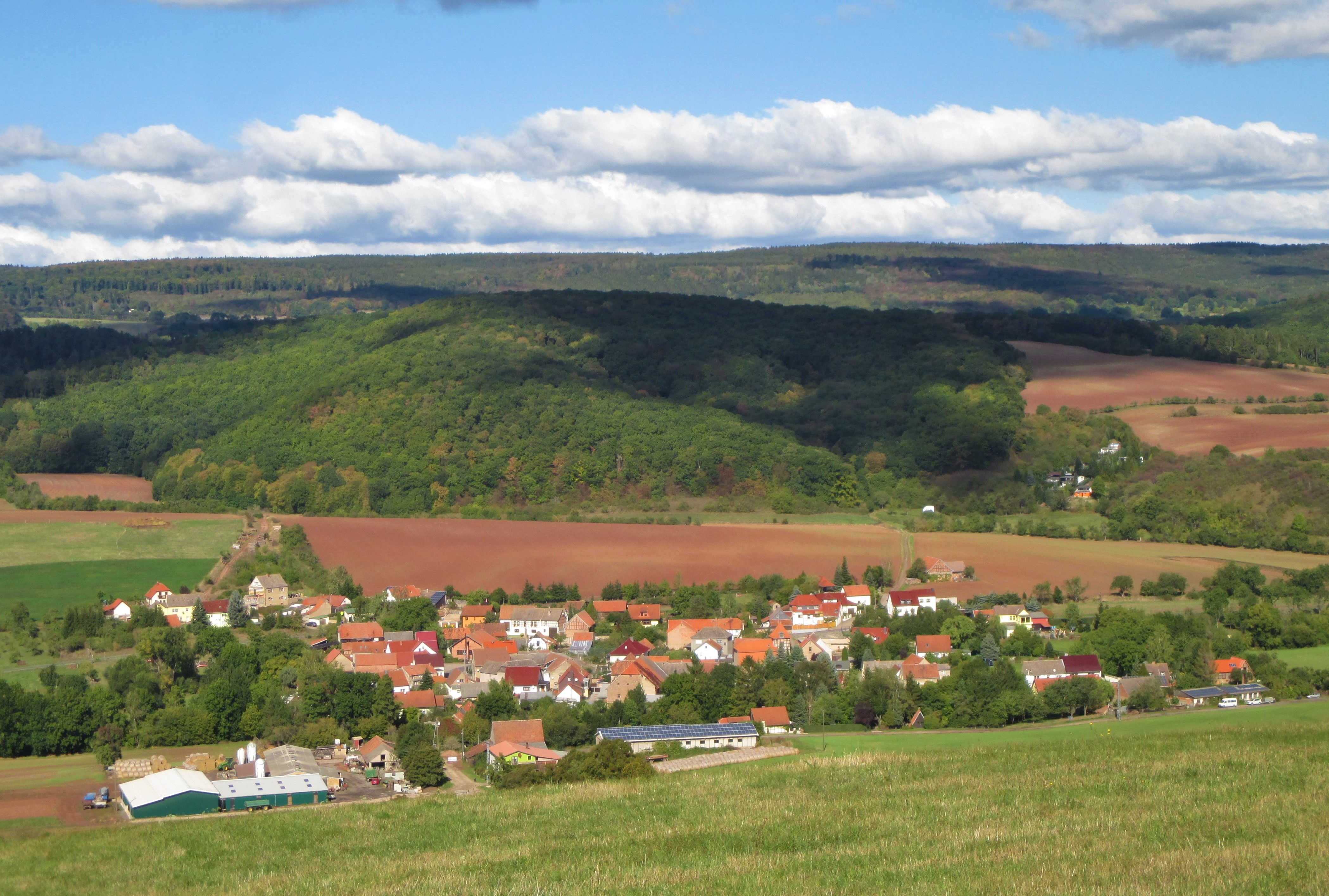
Kleinleinungen
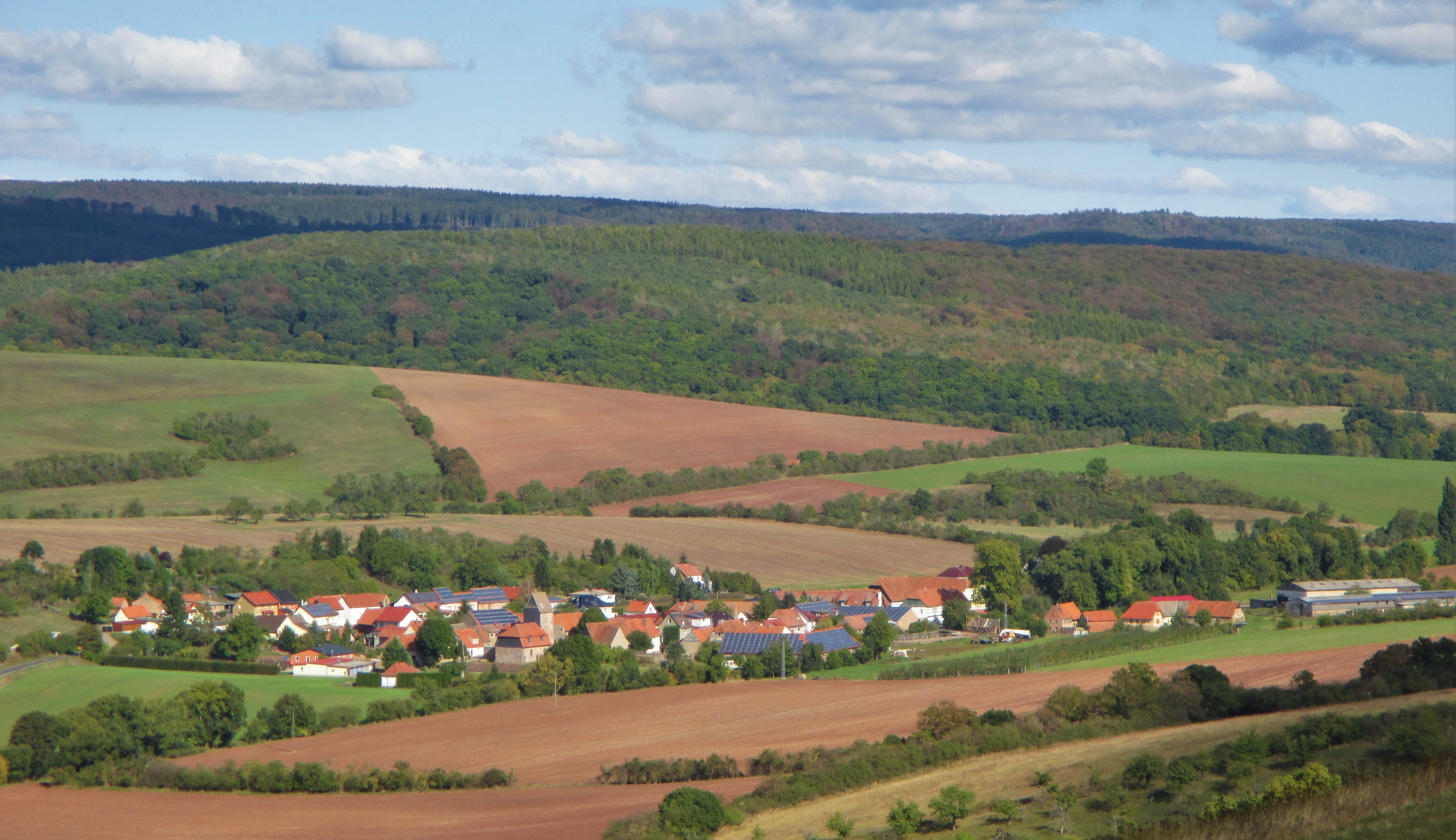
Drebsdorf
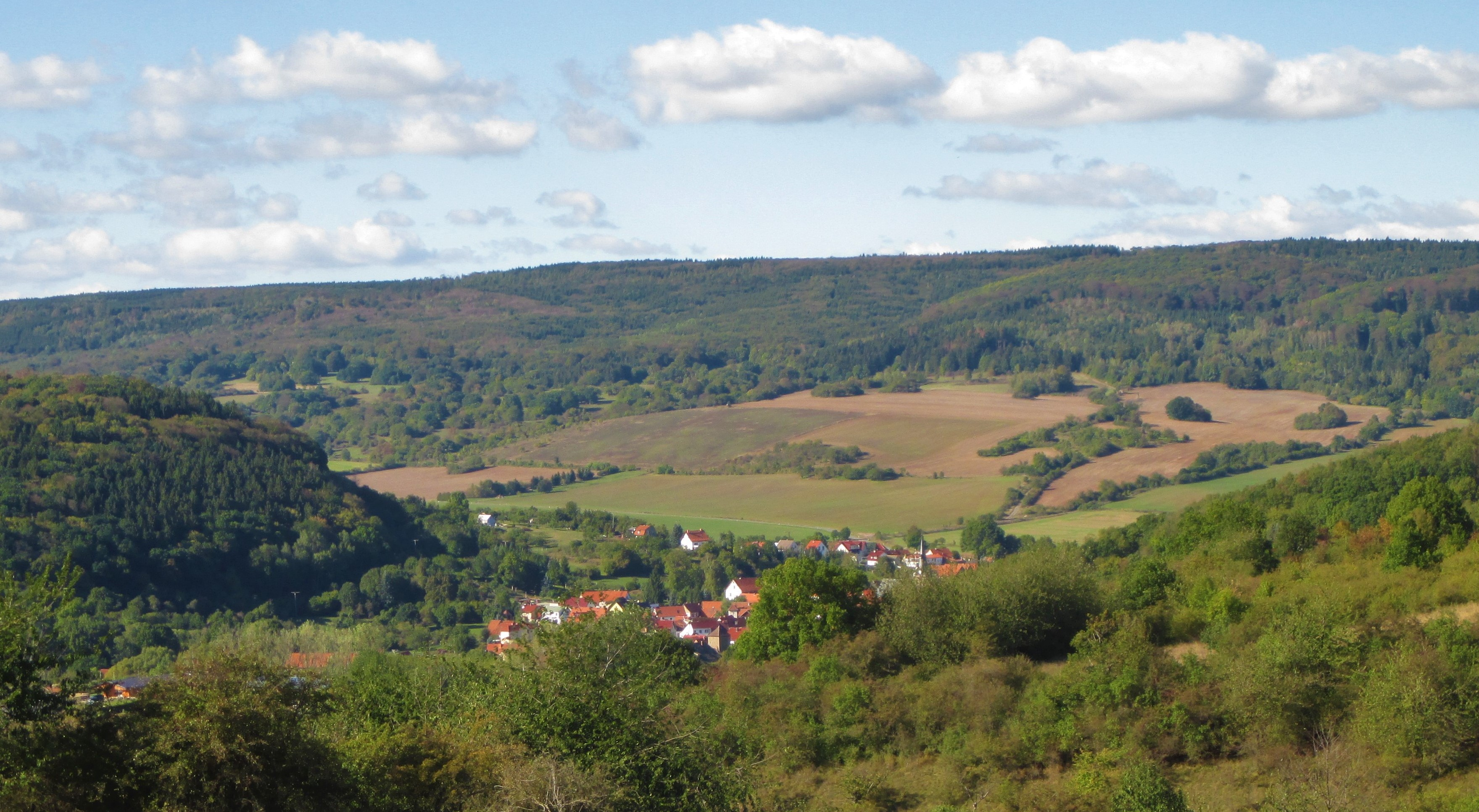
Großleinungen